# Dicheranthus plocamoides
Dicheranthus plocamoides – gatunek roślin z rodziny goździkowatych z monotypowego rodzaju Dicheranthus. Jest endemitem Wysp Kanaryjskich – Teneryfy i La Gomery. Rośnie na nich w miejscach skalistych.

## Morfologia
PokrójNiski krzew gruboszowaty.
LiścieWąskie, walcowate, pokryte grubą warstwą wosków, sinoniebieskie, z parą owłosionych przylistków.
KwiatyWyrastają skupione w baldachowatych kwiatostanach wierzchotkowych na szczytach pędów. W obrębie kwiatostanu rozwijają się trójkami, w których kwiat środkowy jest obupłciowy, a boczne są męskie. Działki kielicha w liczbie 5, są obłonione na brzegu, czasem zakończone są ością. Płatki korony zredukowane. Pręciki w liczbie 2–3. Słupek jeden, z nitkowatą szyjką zwieńczoną trzema znamionami.
OwoceTorebki.

## Systematyka
Rodzaj zaliczany jest do plemienia Paronychieae i podrodziny Paronychioideae w obrębie rodziny goździkowatych.